# Jewhen Repenkow
Jewhen Jewhenowycz Repenkow, ukr. Євген Євгенович Репенков, ros. Евгений Евгеньевич Репенков, Jewgienij Jewgienjewicz Riepienkow (ur. 25 września 1955 w Leningradzie, Rosyjska FSRR) – ukraiński trener piłkarski pochodzenia rosyjskiego.

## Kariera trenerska
Urodzony w Leningradzie, ale już po dwóch miesiącach z rodzicami przeniósł się do Sewastopolu. W 1973 rozpoczął pracę szkoleniowca. Najpierw trenował dzieci w podwórkowym klubie. Założył i prowadził juniorski klub Wiktoria Sewastopol, w którym również był jego Prezesem. W latach 1976–1996 szkolił dzieci w Szkole Sportowej SK Sewastopol. W 1996 dołączył do sztabu szkoleniowego Czajki Sewastopol, a od lipca do września 2001 stał na czele klubu. Na początku 2002 ponownie prowadził klub Czajka-WMS Sewastopol. Latem klub został rozformowany i został utworzony nowy klub PFK Sewastopol, w którym potem pracował na stanowisku wiceprezesa klubu. Również obejmował stanowisko wiceprezesa–kuratora Drugiej Lihi w Profesjonalnej Piłkarskiej Lidze Ukrainy i wiceprezesa Dziecięco-Juniorskiej Ligi Ukrainy. We wrześniu 2013 przeniósł się na stanowisko dyrektora sportowego sewastopolskiego klubu. W listopadzie 2013 został wybrany na wiceprezesa SKCzF Sewastopol, a od sierpnia 2014 pracował na stanowisku dyrektora sportowego klubu z Sewastopola.